# Tiina Boman
Tiina Boman (Joroinen, 18 de febrero de 1977) es una deportista finlandesa que compitió en triatlón.
Ganó una medalla de bronce en el Campeonato Mundial de Triatlón de Larga Distancia de 2005. Además, obtuvo una medalla de plata en el Campeonato Europeo de Ironman 70.3 de 2009.

## Palmarés internacional
| Campeonato Mundial | Campeonato Mundial     | Campeonato Mundial | Campeonato Mundial |
| Año                | Lugar                  | Medalla            | Prueba             |
| ------------------ | ---------------------- | ------------------ | ------------------ |
| 2005               | Fredericia (Dinamarca) | Medalla de bronce  | Individual         |

| Campeonato Europeo | Campeonato Europeo   | Campeonato Europeo | Campeonato Europeo |
| Año                | Lugar                | Medalla            | Prueba             |
| ------------------ | -------------------- | ------------------ | ------------------ |
| 2009               | Wiesbaden (Alemania) | Medalla de plata   | Individual         |